# Аральское (Костанайская область)
Аральское (каз. Арал) — упразднённое село в Фёдоровском районе Костанайской области Казахстана. Ликвидировано в 2009 году. Входило в состав Чандакского сельского округа.
К западу от села расположено озеро Тогызбай.

## Население
В 1999 году население села составляло 125 человек (62 мужчины и 63 женщины).